# Dominik Stahlberg

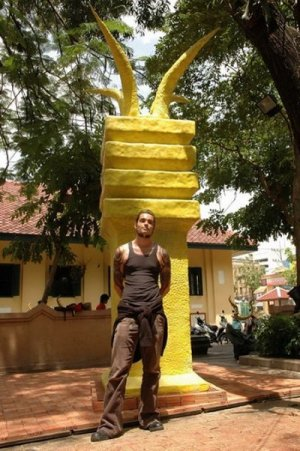
Dominik Stahlberg

Dominik Stahlberg (* 20. November 1977 in Hildesheim) ist ein deutscher Bildhauer und Installationskünstler.

## Leben und Werk
Dominik Stahlberg absolvierte 2004 seine Ausbildung zum Steinbildhauer. Seit 2005 arbeitet er in Deutschland und Italien. Seine Skulpturen sind hauptsächlich aus Marmor und synthetischen Materialien gefertigt, die er mit einer Patina kombiniert. Sein Ausdruck ist provokativ, auf den ersten Blick komisch, hält den Betrachter aber nicht fern von der Tragik und der Traurigkeit seiner Objekte. Das verwendete Material, der Marmor, ist nach der Bearbeitung durch den Künstler als solcher nicht mehr zu erkennen. Die Patinierung der Oberfläche erzeugt den Eindruck, dass es sich um ein synthetisches Material handelt. Dominik Stahlberg arbeitet hauptsächlich mit Themen aus Gesellschaft und Politik.

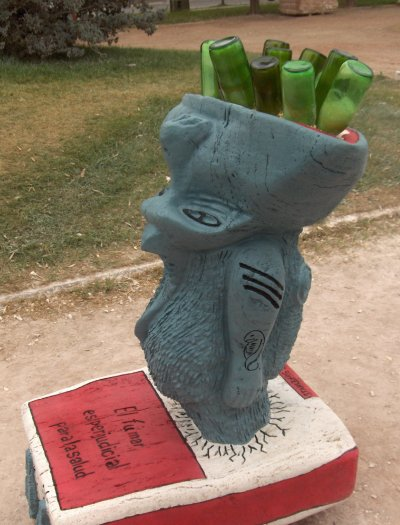
Skulptur „Still Me“

2006 realisierte er zusammen mit Frank Breidenbruch die Rekonstruktion der Skulptur „Die Himmlischen Stürze“ für die Stadt Wuppertal.
Er nahm an mehreren internationalen Bildhauersymposien teil, unter anderem in Maʿalot-Tarschiha in Israel, Cavaion Veronese in Italien, dem Wachsskulpturen-Symposium in Ubon Ratchathani/Thailand und dem Bildhauersymposium in Cipolletti/Argentinien. 2007 organisierte Dominik Stahlberg das multikulturelle Projekt „No-Excuse 3x3“ in Zusammenarbeit mit dem Vredescentrum, Antwerpen.
Seit August 2010 ist er involvierter Künstler der NO!art. Diese Kunstbewegung wurde 1960 von den Künstlern Boris Lurie, Sam Goodmann und Stanley Fisher in New York gegründet. In der NO!art-Bewegung sind seit den 1960er Jahren mehr als 50 Künstler involviert, darunter auch Enrico Baj, Wolf Vostell und Natalia E. Woytasik.

## Ausstellungen
- 2006 
  - „OggittivaMente“in Torano/Italien
- 2007 
  - „No Excuse 3x3“ in Antwerpen/Belgien[2]
  - „Tendola Artistica“ in Fosdinovo/Italien
  - „Festival della Creativita“ in Florenz/Italien
  - „Scultura per un Museo“ in Montefiora Conca/Italien
- 2008 
  - New Talents in der Galerie Noah/Augsburg/Deutschland
- 2009 
  - „Start up“, Macerata/Italien[4]
  - „Human Rights?“, Caserta/Italien[5]
- 2010
  - „BoysBoysBoys“ in der Galerie Infantellina Contemporary, Berlin/Deutschland[6]
  - „FACEART“, Tortona Creativity, Mailand/Italien
  - „Sieben“ Ausstellungsreihe (bis 2013) in Neapel/Italien[7]
- 2011
  - Miguel, Centro Cultural Anabel Segura, Madrid/Spanien[8]
- 2012
  - Mediterraneo, organization, Torano Notte e Giorno, Carrara/Italy[9]
  - PIMP MY MARY II, Ausstellungsreihe, Carrara/Italy[10]
- 2013
  - HOLES LOVERS, artresidence & exhibition, Museo dell Arte Contemporanea in Cavalese/Italy[11]
  - Interview, Holes Lovers Project, Franz Magazin/Bozen/Italy[12]